# Blumhouse Productions
Blumhouse Productions — американская кино- и телекомпания, созданная в 2000 году продюсером Джейсоном Блумом, ранее работавшим в Miramax. Студия наиболее известна выпуском малобюджетных фильмов ужасов и слэшеров, оказывающимися успешными в прокате. В 2014 году заключила десятилетнее соглашение о сотрудничестве с кинокомпанией Universal Studios.

## История
Модель компании Blumhouse состоит в самостоятельном создании кинофильмов, которые впоследствии выпускаются через студийные системы. Компания имеет сделку с Universal Studios, которая является дистрибьютором её фильмов.
Дебютной картиной для Blumhouse Productions стала приключенческая комедия «Премия Дарвина», вышедшая в 2006 году. C 2009 года студия начала создавать малобюджетные фильмы, первым из которых стал «Паранормальное явление». Фильм был выпущен студией Paramount Pictures и при бюджете в 15 000 долларов собрал более 193 млн долларов в прокате. Впоследствии компанией было создано и выпущено в свет множество успешных фильмов, большинство из которых были в жанре «ужасы» и «слэшер». Среди них были «Окулус», «Эффект Лазаря», «Убрать из друзей», «Виселица», «Визит», «Сплит», «Прочь», «Счастливого дня смерти», «Уиджи: Доска Дьявола». Также добились успеха и франшизы — «Паранормальное явление», «Астрал», «Судная ночь», «Синистер». В 2014 году была выпущена драма «Одержимость», ставшая первой кинокартиной студии, выдвигавшейся на премию «Оскар». Компания сотрудничала со многими режиссёрами, в том числе Джеймсом Ваном, Майком Флэнаганом, Джеймсом ДеМонако, М. Найтом Шьямаланом и Скоттом Дерриксоном.

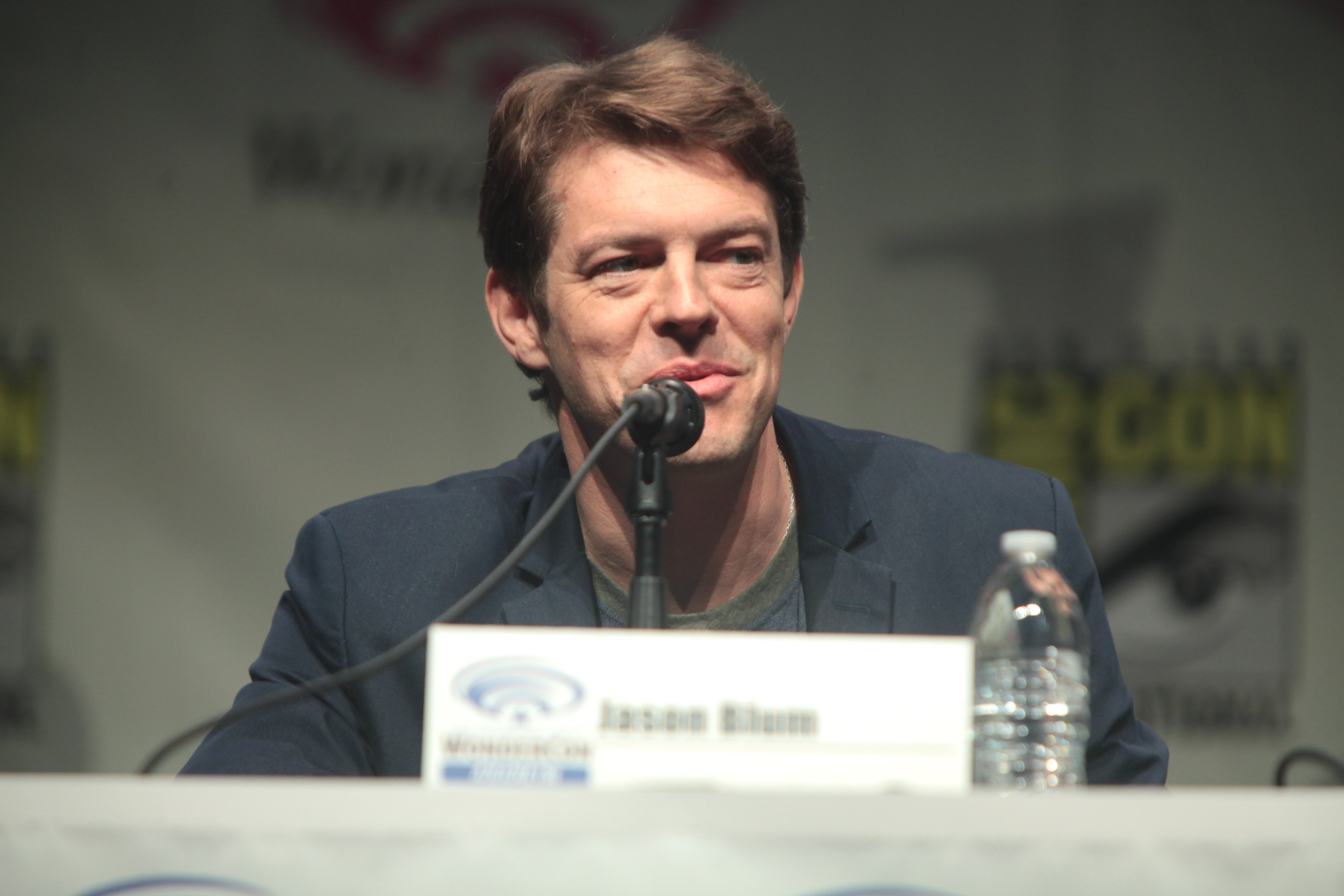
Джейсон Блум

В сфере телевидения Blumhouse имеет сделку с компанией Lionsgate. Были выпущены недолговечные телесериалы «Без средств» и «Река». В 2012 году в праздник Хеллоуин компанией в центре Лос-Анджелеса был открыт интерактивный дом с привидениями Blumhouse of Horrors.
9 сентября 2014 года была основана компания BH Tilt, создающая фильмы от студии Blumhouse и выступающая их дистрибьютором. Компанией были выпущены картины «Зелёный ад», «Темнота», «Инкарнация», «Воскрешение Гевина Стоуна», «Эксперимент „Офис“», «Ловкость», «Лоурайдеры», «Рождение дракона».
11 ноября 2014 года Blumhouse выпускает книги Blumhouse Books, посвящённые теме создания оригинальных романов в жанре «ужасы» и «триллер».
В мае 2017 года Джейсон Блум подтвердил, что Blumhouse будет работать над экранизацией инди-игры Five Nights at Freddy’s после передачи прав от студии Universal Pictures, которые изначально объявили об адаптации ещё в апреле 2015 года. Компания будет работать совместно с создателем игр Скоттом Коутоном.
В июне 2021 года стало известно, что Blumhouse совместно Sony Pictures Entertainment и Джейсоном Блум, снимет экранизация романа Стивена Кинга Кристина, режиссёром которого выступит Брайан Фуллер.